# Dolnoleżajskie
Dolnoleżajskie – część miasta Jarosław w Polsce położona w województwie podkarpackim, w powiecie jaroslawskim.
W latach 1975–1998 dzielnica położona była w województwie przemyskim.
Na terenie Przedmieścia Dolnoleżajskiego znajduje się parafia św. Teresy od Dzieciątka Jezus i szkoła podstawowa im. ks. Stanisława Staszica..